# Héros sans gloire
Pour plus de détails, voir Fiche technique et Distribution.
Héros sans gloire (Flight Nurse) est un film américain réalisé par Allan Dwan, sorti en 1953.

## Synopsis
Les amours et le travail du Lieutenant Polly Davis, infirmière dans l'évacuation sanitaire au cours de la Guerre de Corée.

## Fiche technique
- Titre original : Flight Nurse
- Titre français : Héros sans gloire
- Réalisation : Allan Dwan
- Scénario : Alan Le May
- Direction artistique : James W. Sullivan (en)
- Décors : John McCarthy Jr. (en), Charles S. Thompson (en)
- Costumes : Adele Palmer
- Photographie : Reggie Lanning
- Son : Earl Crain Sr., Howard Wilson
- Montage : Fred Allen
- Production : Herbert J. Yates
- Production associée : Allan Dwan
- Société de production : Republic Pictures
- Société de distribution : Republic Pictures
- Pays de production :  États-Unis
- Langue originale : anglais
- Format : Noir et blanc — 35 mm — 1,66:1 — son mono
- Genre : drame, film de guerre
- Durée : 90 minutes
- Dates de sortie :
  - États-Unis : 4 novembre 1953 (première mondiale à Washington)
  - France : 6 juillet 1956

## Distribution
- Joan Leslie : Lieutenant Polly Davis
- Forrest Tucker : Capitaine Bill Eaton
- Arthur Franz : Capitaine Mike Barnes
- Jeff Donnell : Lieutenant Ann Phillips
- Ben Cooper : Soldat Marvin Judd
- James Holden : Sergent Frank Swan
- Kristine Miller : Lieutenant Kit Ramsey
- Maria Palmer : Capitaine Martha Ackerman
- Richard Simmons : Lieutenant Tommy Metcalfe
- James Brown : Officier mécanicien
- Hal Baylor : Sergent Jimmy Case

## Autour du film
- Ce film s'inspire (librement) de la vie de Lillian Kinkella Keil, une des femmes les plus décorées de l'histoire militaire américaine.